# Meria (pueblo)

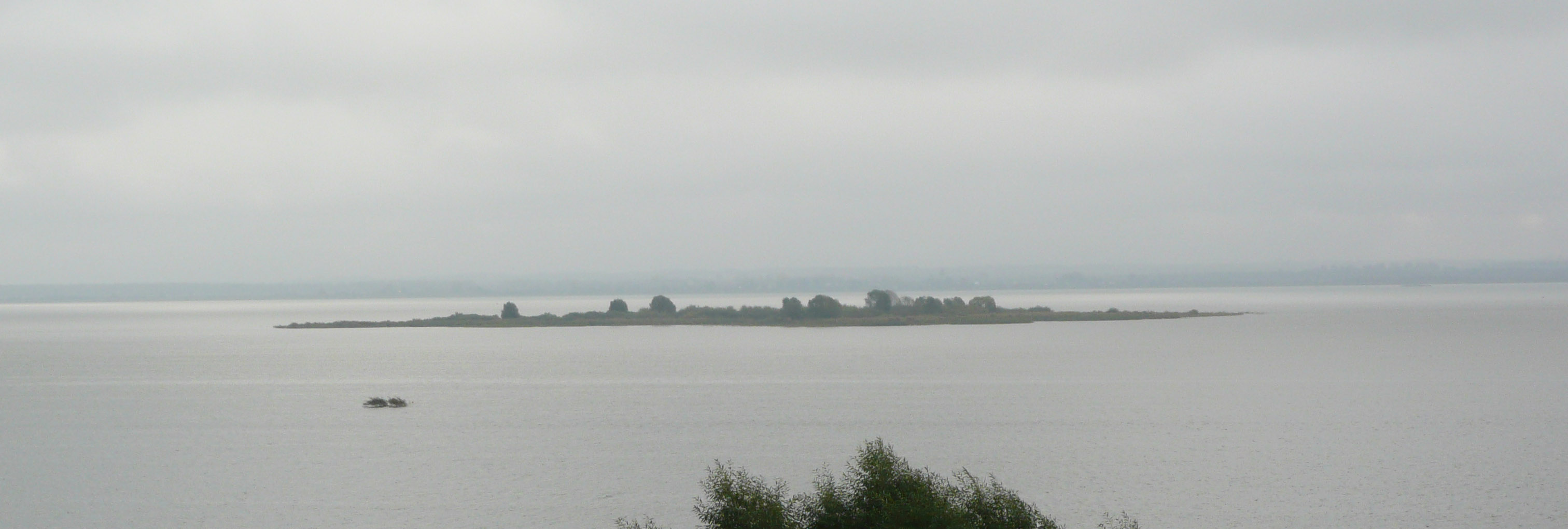
Emplazamiento de un antiguo santuario meria en el lago Nero.

Emplazamiento aproximado de estas tribus.

El pueblo meria (en ruso: меря; también Merä) era un antiguo pueblo finoúgrio que vivió en el centro de Rusia occidental, en los actuales óblast de Yaroslavl, óblast de Kostromá, óblast de Ivánovo y óblast de Vladímir. Fueron una antigua e importante cultura a la que se han atribuido numerosos yacimientos arqueológicos.
Fueron mencionados brevemente en el siglo VI por Jordanes (como Merenios) y descritos con más detalle posteriormente por la Crónica de Néstor. Los arqueólogos soviéticos creyeron que la capital de los meria era Sárskoye Gorodische, a orillas del lago Nero, al sur de Rostov. Se cree que fueron asimilados pacíficamente por los eslavos alrededor del año 1000 La ciudad de Yaroslavl se cree que fue fundada por Yaroslav I el Sabio en el emplazamiento de un santuario meria donde se custodiaba un oso sagrado.
El idioma meria era una lengua ugrofinesa, emparentada con los lenguajes hablados por otras tribus del área, como los mari, los muromá, los mordvinos, los meshchiora y los vepsios, aunque su posición exacta entre el grupo de lenguas es objeto de debate. Una de las teorías más extendidas afirma que los meria eran una rama occidental de los mari, en lugar de una tribu separada. Sus nombres son básicamente idénticos (Meria es una transcripción rusa del autodenominador de los mari, Мäрӹ (Märӛ)).

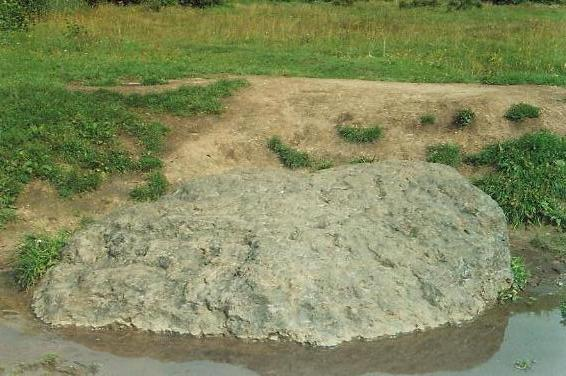
La Roca Azul cerca del lago Pleshchéyevo era un lugar de adoración meria.

Sólo hace un siglo, en las regiones más remotas del óblast de Yaroslavl se podían encontrar diversos grupos étnicos de reducidas dimensiones que diferían de los eslavos y que, por tanto, podían ser descendientes de los meria. Estos grupos incluían a los katskar (que vivían a lo largo del río Katka cerca de Myshkin y Nekouz) y los sitskar (que vivían a lo largo del río Sit). Las grutas y piedras que fueron adoradas un día por los meria, han permanecido en la tradición local durante mucho más tiempo que otros lugares sagrados del oeste de la moderna Rusia occidental.

## Merias en la actualidad
Algunos de los habitantes de varios distritos del óblast de Kostromá, del óblast de Yaroslavl y otros rusos se presentan a sí mismos como merias, aunque en los últimos censos eran registrados como rusos. Los merias modernos tienen su propio sitio web, que muestran su bandera, escudo e himno nacional, participando en debates sobre el tema en redes ugrofinesas.
En 2010, se rodó la película Osvianki, dedicada a la vida de los merias modernos.